# Montecchio Emilia
Montecchio Emilia is een gemeente in de Italiaanse provincie Reggio Emilia (regio Emilia-Romagna) en telt 9592 inwoners (31-12-2004). De oppervlakte bedraagt 24,7 km², de bevolkingsdichtheid is 364 inwoners per km².
De volgende frazioni maken deel uit van de gemeente: Aiola, Braglia, Case Badodi, Case Gambetti, Case Pozzi, Cornocchio, Croce, Spadarotta.

## Demografie
Montecchio Emilia telt ongeveer 3696 huishoudens. Het aantal inwoners steeg in de periode 1991-2001 met 8,7% volgens cijfers uit de tienjaarlijkse volkstellingen van ISTAT.
| Jaar | Inwoneraantal |
| ---- | ------------- |
| 1991 | 8043          |
| 2001 | 8742          |

## Geografie
Montecchio Emilia grenst aan de volgende gemeenten: Bibbiano, Montechiarugolo (PR), Reggio Emilia, San Polo d'Enza, Sant'Ilario d'Enza.

## Geboren
- Luca Cigarini (1986), voetballer